# Беркоз, Мехмет Нури
Мехмет Нури Беркоз (тур. Mehmet Nuri Berköz; урожденный Мухаммед Нури Гаджи Ильяс оглу Сарыкеримли; 1889 — 18 января 1975) — османский и турецкий военный деятель, генерал-лейтенант Вооружённых сил Турции, заместитель начальника Генерального штаба, Главнокомандующий силами жандармерии Турции.

## Биография
Мухаммед Нури Гаджи Ильяс оглы Сарыкеримли, пользовавшийся известностью в военных, политических, дипломатических и научно-литературных кругах Турции первой половины XX века, родился в Шеки в 1889 году. Получил образование в местной русско-мусульманской школе и гимназии. Начавшиеся в 1905 году в городах и сёлах Азербайджана волнения, кровавые бесчинства дашнаков заставили жителя Шеки, торговца Гаджи Ильяса всерьёз задуматься о будущем своей семьи. Выход из создавшегося положения он видел в том, чтобы из царской России, перебраться в единственную независимую тюркскую страну — Османскую империю.
Семья остановилась в Бурсе. Выбор этого города, по всей вероятности, был обусловлен коммерческими и личными связями Гаджи Ильяса. Однако спустя некоторое время после прибытия в Бурсу семья Сарыкеримли потеряла своего главу. Поскольку служба в армии предоставляла более или менее обеспеченную жизнь в Османском государстве, братья Мухаммед и Махмуд, лишённые какого бы то ни было покровительства и связей, для продолжения образования выбирают военное училище города Бурсы.
Позднее братья продолжат образование в военном лицее «Ишыглар» также находящемся в Бурсе. Основанный в 1845 году лицей «Ишыглар» пользовался популярностью одного из лучших средних специальных военных учебных заведений страны. Среди его выпускников 6 маршалов Вооружённых сил Турции (в эпоху Османской империи) и 35 генералов армии (в период Турецкой Республики). Из 27 генералов армии, возглавлявших по настоящее время Генеральный штаб Турции, 11 являются воспитанниками этого лицея.
В 1909 году Мухаммед Сарыкеримли поступил в Военную академию в Стамбуле и, спустя три года, успешно окончил её, получив своё первое воинское звание —лейтенант. За годы учёбы в лицее и Военной академии, наряду со специальными знаниями, он приобрёл также глубокие познания во французском языке и литературе.
Когда Османская империя вступила в Первую мировую войну, юный офицер был направлен во 2-ю Кавказскую армию. Вскоре Генштаб счёл более целесообразным использовать способности Мухаммеда Сарыкеримли, блестяще владевшего русским и французским языками, в другой области.
В 1915 году он направляется с особой миссией в Иран — Южный Азербайджан, где пересеклись интересы России, Турции и Великобритании. В 1916 году в составе Османской военной миссии молодой офицер командируется в Данию и Швецию. Менее чем за год пребывания в этих скандинавских странах ему удалось изучить и шведский язык.
После победы Февральской революции в России Мухаммед Сарыкеримли находился в составе временной турецкой военной миссии в Петербурге и Москве. Основная его задача заключалась в определении местонахождения турецких офицеров и солдат, попавших в плен в ходе боев Первой мировой войны, в организации обмена их с русскими военнопленными и отправке на родину.
Вернувшись из Советской России уже в чине капитана Османской армии, Мухаммед Сарыкеримли был зачислен слушателем в Академию Генштаба. Оказавшись перед лицом раскола и внешней агрессии, Османская Турция переживала самые трудные времена своей 700-летней истории. Все взоры были обращены на армию. Вот почему, когда началась война за независимость под руководством Мустафы Кемаль паши — будущего Ататюрка, Мухаммед Сарыкеримли отправился в Анатолию и присоединился к национальной армии, боровшейся за освобождение турецких земель от иноземных захватчиков.
Во время битвы за Измир Мухаммед Сарыкеримли был военным комендантом города Ушак. Греческие офицеры, попавшие в плен в ходе боев, содержались во временном лагере для военнопленных, находящемся в этом городе.
После того, как Война за независимость завершилась победой, Мухаммед Сарыкеримли для завершения образования вернулся в Академию Генштаба, которую закончил в 1925 году в чине майора. В 1930 году ему было присвоено звание полковника-лейтенанта. На I Женевской конференции по разоружению, проводившейся по инициативе Лиги Наций, он был военным консультантом турецкой делегации. За успешную деятельность в составе делегации ему досрочно было присвоено звание полковника.
После того, как в Турции в 1934 году был принят закон о фамилиях, Сарыкеримли избрал себе фамилию Беркоз (что означает «суровый», «несгибаемый»). В современную турецкую военную историю он вошёл под именем - Мехмет Нури Беркоз.
В 1930-е гг. в целях обеспечения безопасности восточных границ и решения вопроса о проливах Ататюрк стремился заручиться дополнительными гарантиями СССР и поэтому шёл на сближение с этой страной. В свою очередь Советский Союз делал реверансы в сторону Турции, надеясь на выдворение из неё многочисленных политэмигрантов, непримиримых противников советского режима В 1933 году по распоряжению Сталина представители высшего командного состава РККА Нарком Обороны СССР Клим Ворошилов и инспектор кавалерии РККА Семён Будённый приняли участие в торжествах по поводу 10-й годовщины Турецкой Республики. Работу с советской делегацией Ататюрк поручил полковнику Мехмет Нури Беркозу. Переводчиком на всех официальных и неофициальных переговорах Ататюрка с советскими представителями также являлся Беркоз.
Отношения с Советским Союзом и в дальнейшем занимали важное место в его военно-политической биографии. В 1935 году Мехмет Нури Беркоз возглавил турецкую военную миссию, наблюдавшую за манёврами Красной Армии в Киеве. В 1936—1937 гг. он работал военным атташе посольства Турции в Москве. По собственному свидетельству, благодаря блестящему знанию русского языка в эти годы он завязал тесные дружеские отношения со многими высокопоставленными советскими офицерами.
В 1939 году Мехмету Нури Беркозу было присвоено звание бригадного генерала, а в 1941 году — генерал-майора. В период Второй мировой войны четыре года он командовал группой дивизий, расположенных на территории, имевшей особое значение для Турции, — на границе с СССР.
В 1946 году Мехмету Беркозу было присвоено звание генерал-лейтенанта. Год спустя он был назначен заместителем начальника Генерального штаба Вооружённых сил Турции по оперативным вопросам. В марте 1949 года его назначают на ещё более ответственный пост. Мехмет Нури Беркоз становится главнокомандующим жандармерии Турции. С точки зрения обеспечения внутренней безопасности в Турции жандармерия всегда играла исключительную роль. В 1949—1950 гг. имел должностное звание корпусного генерала.
В июле 1950 года в Турции гражданские лица осуществили переворот в армии. В течение одного дня в отставку были отправлены 15 генералов и свыше 150 полковников Вооружённых сил. Среди них главнокомандующий жандармерией Турции генерал-полковник Мехмет Нури Беркоз и его брат, командующий 3-й полевой армией генерал армии Махмуд Беркоз.
Генерал-лейтенант Мехмет Нури Беркоз скончался в Стамбуле 18 января 1975 года в возрасте 86 лет.
Он был удостоен высшей награды Турецкой Республики «Медали за независимость», многих других орденов и медалей.